# Список повстань XX століття
|  | Службовий список статей, створений для координації робіт з розвитку теми. Це попередження не встановлюється на інформаційні списки і глосарії. |

Список повстань XX століття — перелік повстань, що відбувалися в період з 1 січня 1901 до 31 грудня 2000 року. Конфлікти цієї ери включають повстання після Першої світової війни та пов'язані з розпадом Російської, Німецької, Австро-Угорської та Османської імперій в Європі, Арабські повстання на Близькому Сході, повстання в Азії, Південній Америці та Африці в епоху постколоніального становлення держав.

## 1901—1910
- Друге повстання батетела (1901—1907)
- Національно-визвольне повстання в Анголі (1902)
- Селянське повстання в Україні (1902)
- Іллінденське повстання (1903)
- Антифранцузьке повстання в Убанні-Шарі (1902)
- Повстання у Південній Нігерії (1904)
- Сасунське повстання (1904)
- Перше Мадагаскарське повстання (1904)
- Антифранцузьке повстання в Габоні (1904—1907)
- Повстання в Ба-Менда (1904—1907)
- Антиосманське повстання в Ємені (1904—1911)
- Повстання гереро і готтентотів (1904—1907)
- Севастопольське повстання (1905)
- Грудневе повстання у Москві (1905)
- Повстання Маджі-Маджі (1905—1907)
- Повстання дугуйланів (1905—1908)
- Мусульманське повстання в Нігерії (1906)
- Повстання зулусів (1906)
- Свеаборзьке повстання (1906)
- Селянське повстання в Румунії (1907)
- Селянське повстання в Пенджабі (1907)
- Повстання племен Дембос (1907—1910)
- Повстання в Богемії (1908)
- Повстання в Каталонії (1909)
- Повстання на острові Понапе (1910—1911)

## 1911—1920
- Селянське повстання в Аргентині (1911)
- Учанське повстання (1911)
- Повстання Бай-Лана (1912—1914)
- Повстання бурів (1914—1915)
- Повстання Марітца (1914—1915)
- Повстання Чілембве (1915)
- Середньоазійське повстання (1916)
- Великоднє повстання (1916)
- Григор'ївське повстання (1916)
- Велике арабське повстання (1916—1918)
- Тхайнгуєнське повстання (1917—1918)
- Топлицьке повстання (1917)
- Старобільське повстання (1917—1921)
- Которське повстання (1918)
- Повстання Егба (1918)
- Владайське повстання (1918)
- Ярославське повстання (1918)
- Іжевсько-Воткінське повстання (1918)
- Повстання лівих есерів (1918)
- Повстання хмонгів (1918)
- Січневе повстання (1918)
- Повстання у Шеньсі (1918—1919)
- Антиамериканське повстання на Гаїті (1918—1920)
- Асхабадське повстання (1918)
- Повстання у Південній Осетії (1918—1920)
- Повстання Чехословацького корпусу (1918—1920)
- Різдвяне повстання у Чорногорії (1919—1926)
- Хотинське повстання (1919)
- Українське повстання у Печеніжинському уїзді (1919)
- Бендерське повстання (1919)
- Баштанське повстання (1919)
- Пуштунське повстання у Вазірістані (1919—1920)
- Курдське повстання в Ірані (1919—1922)
- Виделкове повстання (1920)
- Гянджинський заколот (1920)
- Повстання Хіябані (1920)
- Слуцьке повстання (1920)
- Антианглійське повстання в Іраку (1920)

## 1921—1930
- Карельське повстання (1921—1922)
- Кронштадтське повстання (1921)
- Чаппанське повстання (1921)
- Повстання сванів (1921)
- Кахеті-хевсуретинське повстання (1921)
- Антирадянське повстання у Сванетії (1921)
- Тамбовське повстання (1921—1922)
- Західносибірське повстання (1921—1922)
- Курдське повстання в Іраку (1922—1924)
- Вересневе повстання (1923)
- Геокчайське повстання (1923)
- Зазейське повстання (1924)
- Татарбунарське повстання (1924)
- Повстання в Сан-Паулу (1924)
- Серпневе повстання в Грузії (1924)
- Першогрудневе повстання (1924)
- Повстання шейха Саїда Піране (1925)
- Велике сирійське повстання (1925—1927)
- Бурятське повстання (1927)
- Наньчанське повстання (1927)
- Повстання Конго-Вара (1928—1931)
- Курдське повстання в Ірані (1930)
- Курдське повстання в Іраку (1930—1931)

## 1931—1940
- Інвергордонський заколот (1931)
- Кіпрське повстання (1931)
- Антианглійське повстання в Бенсу (1931)
- Повстання в Сальвадорі (1932)
- Курдське повстання в Іраку (1932)
- Хубсугульське повстання (1932)
- Лютневе повстання в Австрії (1934)
- Листопадове повстання в Бразилії (1935)
- Курдське повстання в Туреччині (1937—1938)
- Арабське повстання (1936—1939)
- Картахенське повстання (1939)
- Повстання у Чечні (1940—1943)

## 1941—1950
- Повстання у Варшавському гетто (1943)
- Повстання Вояне (1943)
- Варшавське повстання (1944)
- Словацьке національне повстання (1944)
- Алжирське повстання (1945)
- Друге Мадагаскарське повстання (1947—1948)
- Боготасо (1948)

## 1951—1960
- Повстання мау-мау (1952—1960)
- Воркутинське повстання (1953)
- Норильське повстання (1953)
- Кенгірське повстання (1954)
- Угорське повстання (1956)
- Тибетське повстання (1959)

## 1961—1970
- Повстання в Іракському Курдистані (1961—1975)
- Туарезьке повстання (1963—1964)
- Антианглійське повстання на Північному Калімантані (1963—1966)
- Повстання Симба (1963—1965)

## 1971—1980
- Повстання в Афінському Політехнічному університеті (1973)
- Панджерське повстання (1975)
- Повстання мезо (1975—1979)
- Повстання мео (1975—1983)
- Курдське повстання в Ірані (1979)

## 1981—1990
- Ентумбанське повстання (1981)
- Жовта революція (1986)
- Повстання в Брашові (1987)
- Перша палестинська інтифада (1987—1993)
- Румунська революція (1989)
- Оксамитова революція (1989)

## 1991—2000
- Курдське повстання в Іраку (1991)
- Інтифада Шаабанія (1991)
- Повстання індійців в штаті Чіапас (1994—1995)
- Повстання в Бахрейні (1994—1999)
- Заколот азербайджанського ОПОН (1995)
- Заколот Акакія Еліави (1995)
- Друга інтифада (2000—2005)
- Бульдозерна революція (2000)